# مطار حماة العسكري
مطار حماة العسكري هو مطار عسكري كانت تديره القوات الجوية السورية حتى سيطرة الفصائل المسلحة عليه في ديسمبر 2024. يقع بالقرب من مدينة حماة ويشكل حداً لها من الجهة الغربية وفاصلاً بين المدينة وريفها الغربي.

## مرافق
يحتوي المطار على مدرج إسفلتي واحد، يبلغ طوله 2783 م وعرضه 45.5 م وعدة مهابط للمروحيات، ويقع على ارتفاع 309 م عن سطح البحر.